# LGL22
isai LGL22（イサイ エルジーエル ニーニー）は、韓国のLGエレクトロニクス（輸入発売元：LGエレクトロニクスジャパン）によって日本国内向けに開発された、auブランドを展開するKDDIおよび沖縄セルラー電話のCDMA 1X WIN、および第3.9世代移動通信システム（au 4G LTE）対応スマートフォンである。製品番号はKS1204。

## 概要
LGエレクトロニクスとKDDIが共同開発をした機種である。かつてのau design project、現在のiida projectの中心人物だった小牟田啓博率いるデザイン事務所の「Kom＆Co.」が本機のデザインの企画を担当している。
機種名の「isai」には「スマートフォンの異才でありたい」という意味が込められている。キャッチコピーは「イガイなデアイを」。LG G2と似ているがG2はベースになっていない。
基本的な性能はLG G2とほぼ同等である。UIも通常のLG製端末で採用されているモノではなく独自の「isaiスクリーン」を採用している。G2などと同じUIにすることも可能。
カラーバリエーションは「水」をテーマとした4色展開となっている。G2と異なり音量キー・電源キーは背面ではなく側面に配置されており、カメラから光学手ブレ補正機能が省略されている。
最大192kHz／24bitによるハイレゾ音源（ハイレゾリューションオーディオ）の再生機能に標準で対応している。LGの日本市場向けスマートフォンでは初めて、Quadbeatシリーズのイヤホンを標準で同梱している。同梱されているのはQuadbeat2で、試供品扱いである。
他にも日本向け機能としてワンセグ・赤外線通信・防水・おサイフケータイに対応している。

## 沿革
- 2013年10月2日 - KDDI、およびLGエレクトロニクスジャパンより公式発表。
- 2013年11月23日 - Aqua、およびWhiteが先行発売。
- 2013年11月28日 - Blackが発売。
- 2013年12月5日 - Blueが発売。

## 搭載アプリ
- 電話
- インターネット
- Eメール
- Eメール (au)
- SMS
- 連絡先
- カレンダー
- アラーム時計
- ボイスレコーダー
- 天気
- 電卓
- カメラ
- ギャラリー
- 音楽
- Qリモート
- 赤外線
- POLARIS Viewer 5
- 辞書
- テレビ
- タスクマネージャ
- 動画
- スクリーンショットシェア
- LGキーボード（iWnnカスタマイズ版）
- ファイルマネージャー
- おサイフケータイ
- バーコードリーダー
- ナビウォーク
- メモ
- ノートブック
- タスク
- auショッピング
- au Market
- auスマートパス
- SmartWorld
- ビデオパス
- ブックパス
- ゲームギフト
- TOLOTフォトブック
- LAWSON
- テレビ
- auテレビ Gガイド
- ビデオエディタ
- ANAP INTERFACE auホームアレンジ
- じぶん銀行
- LISMO
- うたパス
- KKBOX
- 音楽番組Ch
- おはなしアシスタント
- ライフスクエア
- auお客さまサポート
- au ID 設定
- au災害対策
- 3LM Security
- NFCメニュー
- リモートサポート
- NFCタグリーダー
- GLOBAL PASSPORT
- auかんたん設定
- 安心アクセス
- 取扱説明書
- Facebook
- LINE
- 音声検索
- Chrome
- Gmail
- Google
- Google+
- Google設定
- Playブックス
- Playストア
- Playムービー
- Playゲーム
- ハングアウト
- 音声検索
- マップ
- ナビ
- ローカル
- YouTube

メモ
Qスライド
Qメモ

## 主な機能
※PC向けWebブラウザが標準装備されている。携帯向けサイト(EZWeb)は他のスマートフォンやPCと同じく閲覧不可。
| 主な機能・対応サービス                                                  | 主な機能・対応サービス                                                                           | 主な機能・対応サービス              | 主な機能・対応サービス         |
| ----------------------------------------------------------------------- | ------------------------------------------------------------------------------------------------ | ----------------------------------- | ------------------------------ |
| auウィジェット Webブラウザ                                              | LISMO! for Android メディアプレイヤー LISMO WAVE ハイレゾ音源再生プレイヤー （最大192kHz/24bit） | おサイフケータイ NFC                | ワンセグ フルセグ DLNA/DTCP-IP |
| au one メール PCメール Gmail EZwebメール                                | デコレーションメール デコレーションアニメ                                                        | Skype au                            | PCドキュメント                 |
| au Smart Sports Run & Walk Karada Manager ゴルフ(web版) Fitness、歩数計 | GPS 方位計                                                                                       | au oneナビウォーク au one助手席ナビ | au one ニュースEX au one GREE  |
| かんたんメニュー じぶん銀行                                             | 緊急速報メール                                                                                   | Bluetooth                           | 無線LAN機能 (Wi-Fi)            |
| 赤外線通信                                                              | WIN HIGH SPEED au 4G LTE                                                                         | グローバルパスポート                | auフェムトセル                 |
| microSD microSDHC                                                       | モーションセンサー(6軸)                                                                          | 防水 防塵                           | 簡易留守録 着信拒否設定        |

## アップデート・不具合など
2014年3月10日のアップデート
- Wi-Fi オン設定時のスリープ状態で電源オフとなる場合がある事象の改善。
- 伝言メモ再生時、音声がスピーカーから出力される場合がある事象の改善。

2014年7月16日のアップデート
- Android 4.4へのバージョンアップによる機能、および操作性の向上。
- 絵文字の入力方法変更、および絵文字の個数追加。
- ノックコード機能に対応した。